# Ruiterstandbeeld van Koning Leopold II
Het Ruiterstandbeeld van Koning Leopold II in de Belgische stad Oostende dateert uit 1931 en staat op de Zeedijk ter hoogte van de Drie Gapers (dit is de drievoudige overbrugging van de Koninginnelaan die het domein van de Koninklijke Villa verbindt met het dak van de Koninklijke Gaanderijen). De inhuldiging was op 19 juli 1931.
Vanwege de misdaden gepleegd onder Leopolds bewind in de Onafhankelijke Congostaat is het standbeeld omstreden.

## Voorgeschiedenis
De vroegste plannen om koning Leopold II, als weldoener van Oostende en van Belgisch-Congo, met een monument in Oostende te eren, dateren van kort na zijn overlijden in 1909. Toen hij nog leefde stond al een portretbuste van hem in een naar hem genoemd salon in het Kursaal. Dit beeldhouwwerk, door Thomas Vinçotte, bevindt zich nu in het parkje van het Prinses Clementinaplein.
Pas na de Eerste Wereldoorlog maakte het stadsbestuur echt werk van de plannen voor een standbeeld. De toen in mondaine kringen gegeerde beeldhouwer Alfred Courtens kreeg de opdracht toegewezen, samen met de architect Antoine Courtens (1899-1969). Wellicht hoopte het Stadsbestuur – als verborgen agenda - het vorstenhuis daarmee terug te winnen als zomerresidenten. Want na de dood van Leopold II was de status van Oostende als koninklijke zomerresidentie snel afgebrokkeld. Dit laatste was in alle geval een ijdele hoop.

## Omschrijving
De middelste van de drie doorgangen van de "Drie Gapers" werd aan de zeezijde toegemaakt en daartegen kwam het monument. Het monument heeft een belangrijk architecturaal gedeelte dat grosso modo bestaat uit een volumineuze opgaande zuil, met links en rechts twee horizontale basementen. Aldus bekwam men de vorm van een soort dubbel-L-monogram (twee van elkaar afgewende L's), het monogram dat Leopold II vaak gebruikte.
Bovenop staat in brons, Leopold II in militair uniform, te paard gezeten, kijkend over de eindeloze Noordzee. Onderaan links een meer dan levensgrote beeldengroep, eveneens in brons, voorstellende "Dank van de Kongolezen t.o.v. Leopold II om hen te hebben bevrijd van de slavernij onder de Arabieren".
Rechts, een tegenhanger, voorstellende "Hulde van de Oostendse vissersbevolking". Het zijn twee beeldengroepen die nu wat overdreven sentimenteel aandoen. Voor het monument was er oorspronkelijk een bloemenprieeltje (sinds vele jaren toegelegd met prozaïsche tegels) waarop een pathetische fakkeldragende figuur stond.

## Contestatie
De groep met de Congolezen is controversieel sinds het beeld van de Belgische 'modelkolonie' heeft plaatsgemaakt voor meer bewustzijn over de wandaden van het koloniale regime tegenover de Afrikaanse onderdanen. Als protest tegen de rol van koning Leopold II in Congo Vrijstaat zaagde actiegroep De stoeten Ostendenoare in 2004 een hand af van een 'dankbare Congolees' in de Afrikaanse beeldengroep. In 2019 dook de hand even terug op, met de belofte dat hij zou worden gerestitueerd zodra het koningshuis zich voor het koloniaal verleden verontschuldigt. Een drietal jaar voordien plaatste het stadsbestuur een nieuw infobord bij het monument met enige context rond de koloniale symboliek en politiek.

## Afbeeldingen

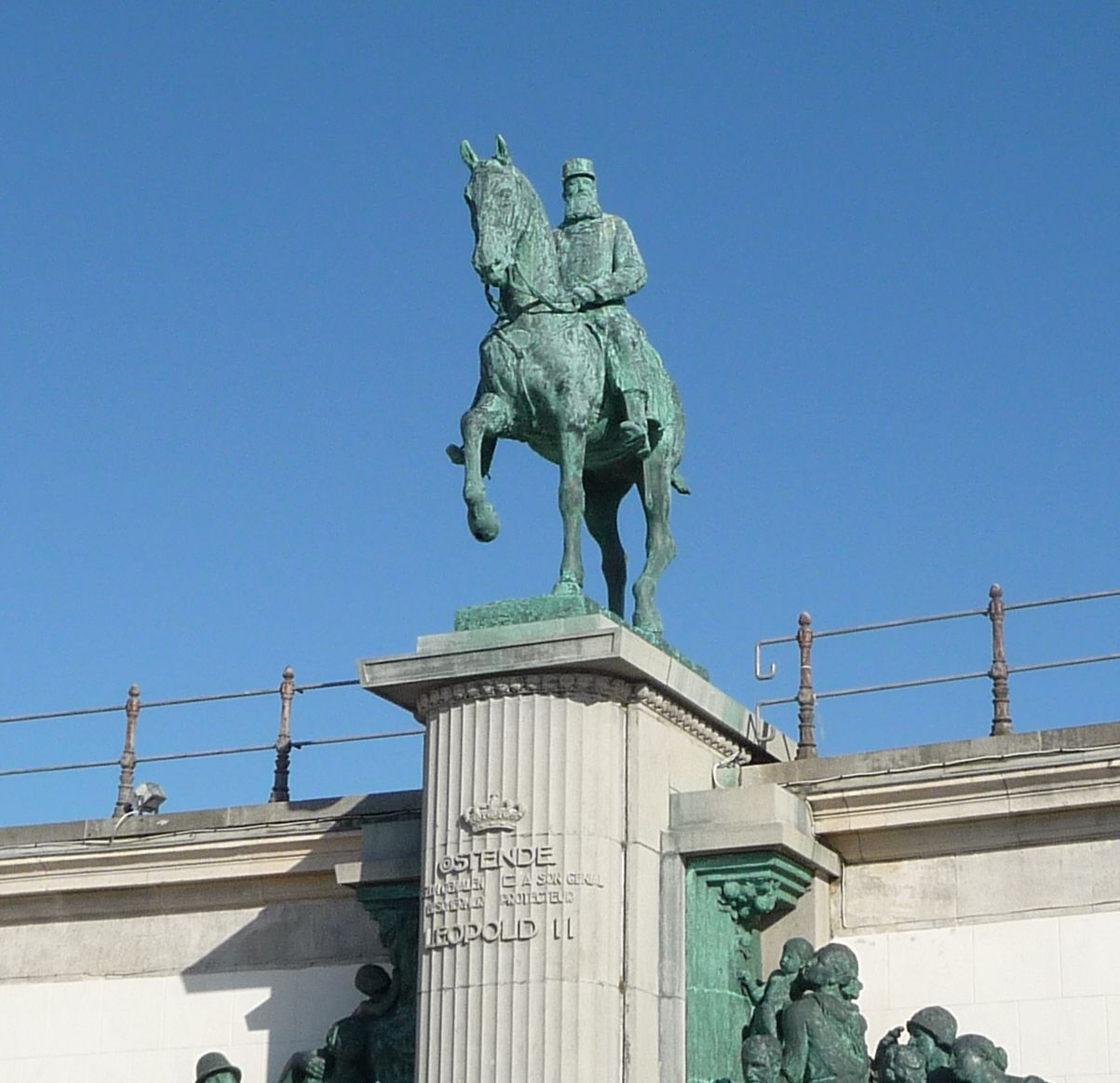
Ruiterstandbeeld van Koning Leopold II te Oostende.
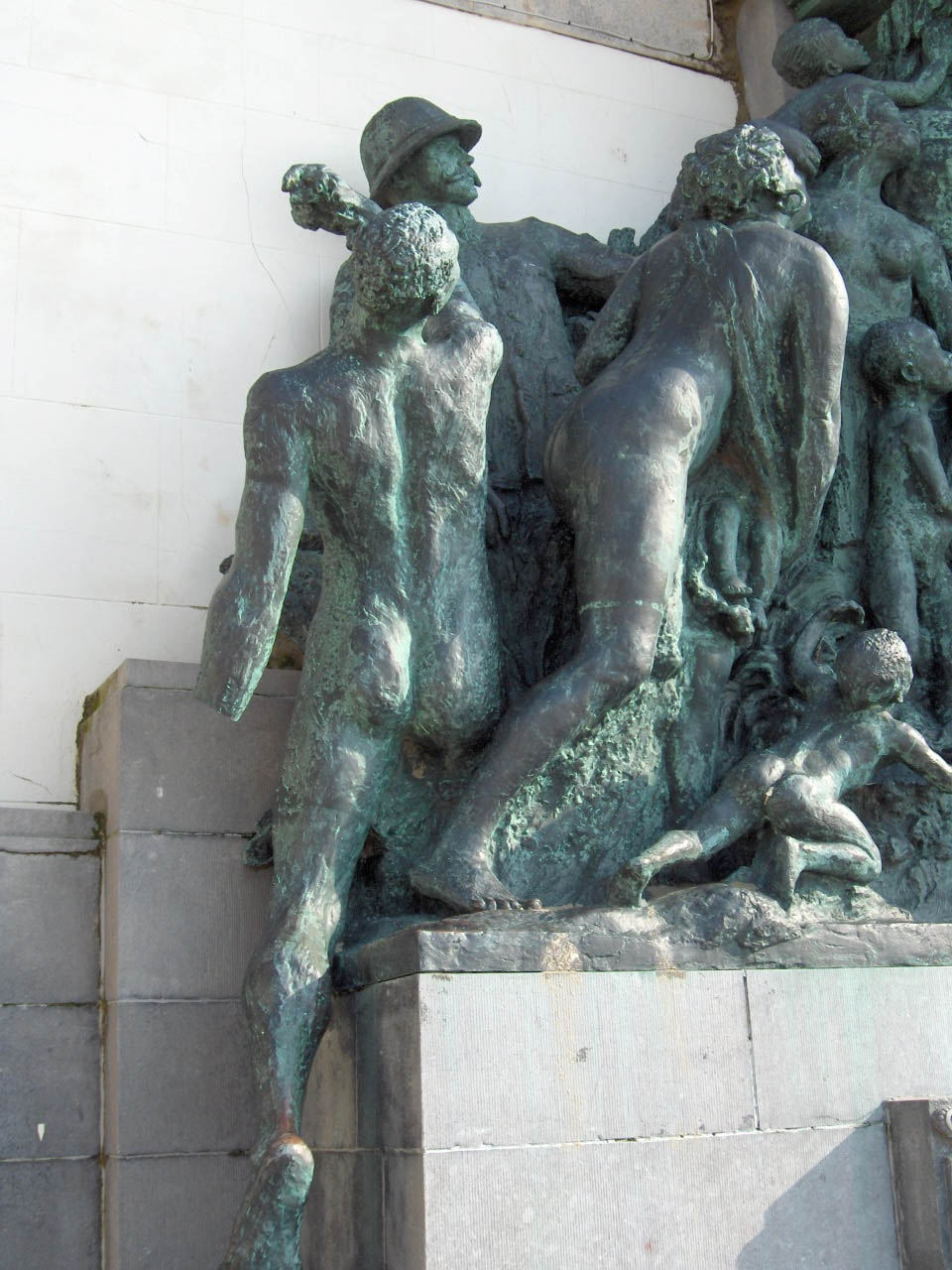
Bij een protestactie in 2004 werd de hand van een van de 'dankbare Congolezen' afgezaagd, in een verwijzing naar het leopoldiaanse schrikbewind (zie links).
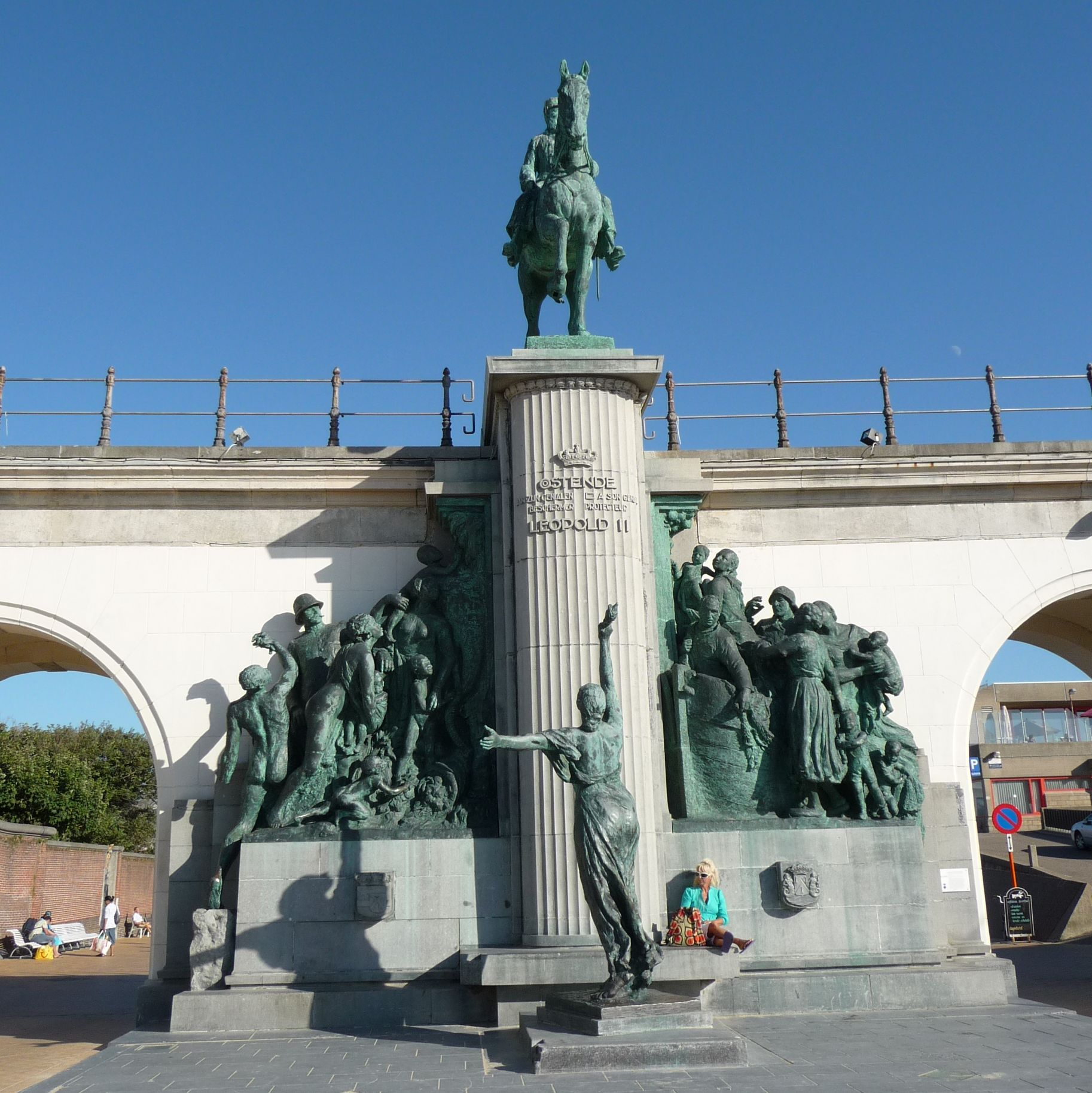
Globaal zicht op het ruiterstandbeeld.
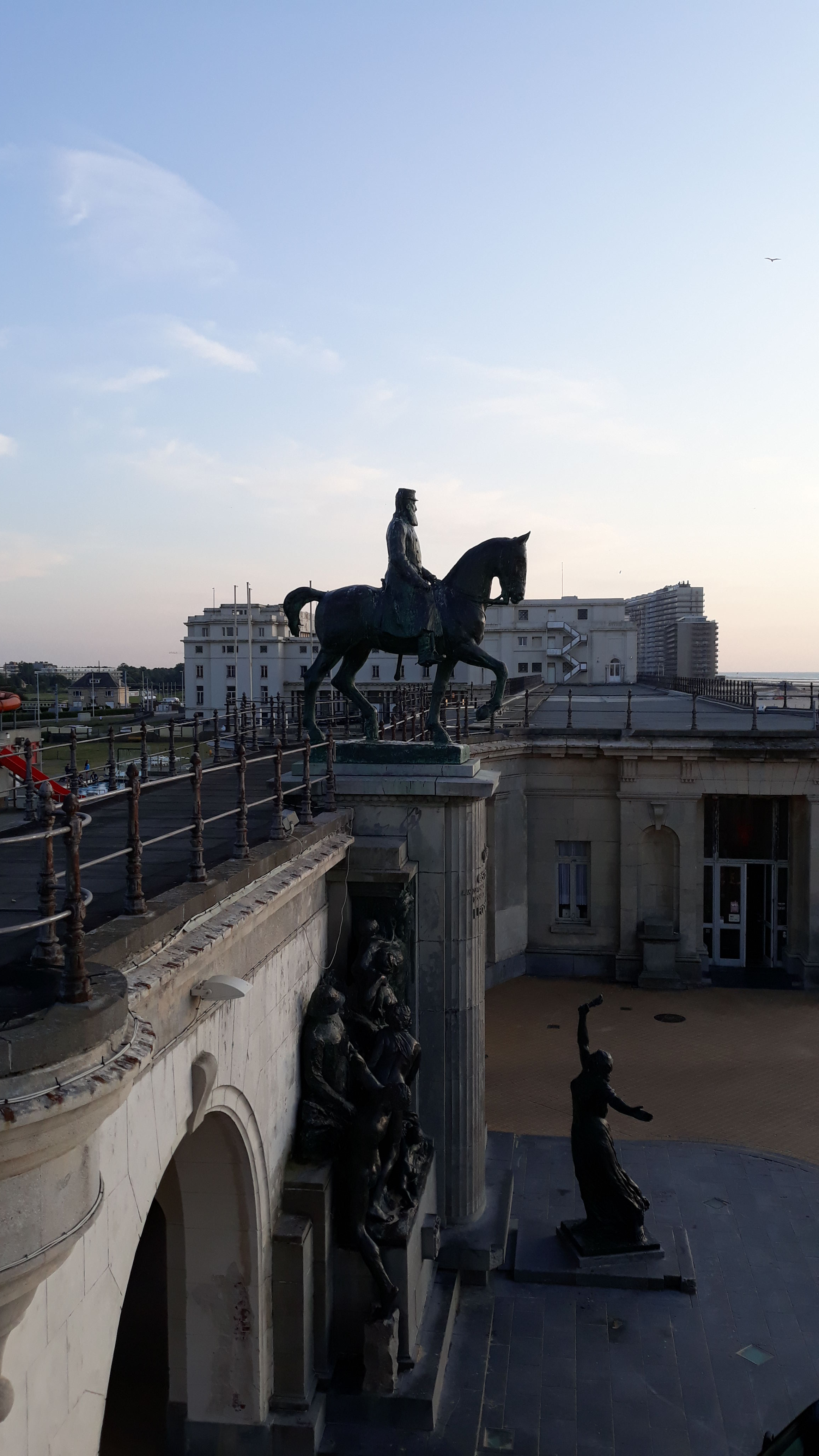
Overzicht van de Koninklijke Villa.

## Trivia
- De visser die vooraan op het schip staat in de rechter beeldengroep, is de "sterkste man van Oostende".
- Herhaald vandalisme (graffitispuiten) is er de oorzaak van dat het monument een behandeling onderging en zijn natuurlijke patine kwijt is.

## Iconografie
- Fotoreportage van de inhuldiging door Maurice Antony
- Tal van prentkaarten
- Foto's op BALaT-Belgian Art Links and Tools